# Amtsgericht Würzburg

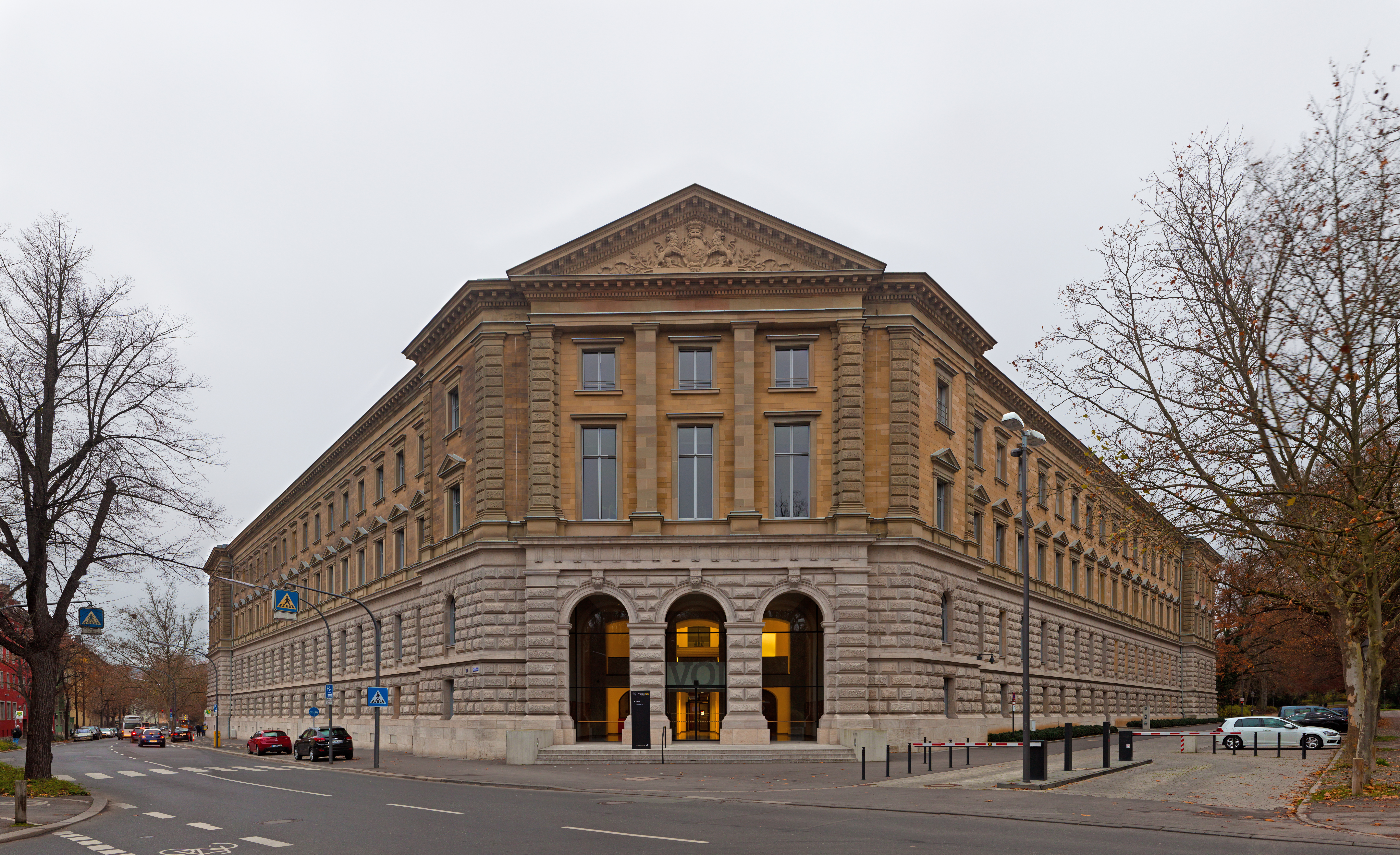
Das Justizzentrum Würzburg (2014)

Das Amtsgericht Würzburg ist ein Gericht der ordentlichen Gerichtsbarkeit und eines von 73 Amtsgerichten in Bayern. Es ist im Justizzentrum Würzburg in der Ottostraße 5 untergebracht.

## Geschichte
Im Gebiet um Würzburg entstanden 1804 nach der Säkularisation des Hochstifts Würzburg durch Bayern die Landgerichte älterer Ordnung „Würzburg links des Mains“ und „Würzburg rechts des Mains“ sowie das „Stadtgericht Würzburg“. Im Jahre 1806 kam das Gebiet an das Großherzogtum Würzburg, mit dem es aber nach 1814 wieder an Bayern zurückfiel.
Die Landgerichte älterer Ordnung waren im Königreich Bayern Gerichts- und Verwaltungsbehörden, die 1862 in ihrer Funktion als Verwaltungsbehörden von den Bezirksämtern und 1879 in ihrer Funktion als Gerichte von den Amtsgerichten abgelöst wurden. Das Stadtgericht Würzburg wurde zum Amtsgericht Würzburg I, das bisherige Landgericht Würzburg zum Amtsgericht Würzburg II. Das heutige Landgericht Würzburg entstand zeitgleich aus dem Würzburger Bezirksgericht.
Die Zusammenlegung der Amtsgerichte Würzburg I und II erfolgte am 16. September 1892 mit der Einweihung des Würzburger Justizpalastes.

## Übergeordnete Gerichte
Dem Amtsgericht Würzburg sind das Landgericht Würzburg und das Oberlandesgericht Bamberg übergeordnet.